# 埃納爾·賈格爾
埃納爾·賈格爾（1984年12月18日—）出生於愛沙尼亞首都塔林，是一位愛沙尼亞足球運動員，青少年時期即展現出足球天賦，並於2001年開始其職業生涯。
他曾效力多支歐洲球隊，包括挪威的奧德格倫蘭與德國的亞琛，累積豐富的國際賽經驗。自2002年起為愛沙尼亞國家隊出賽，並成為隊中的防守支柱，累計百餘場國際賽事，是國家隊史上最具代表性的中後衛之一，且以穩定的防守表現與堅定的球風聞名。
現在則效力於愛沙尼亞足球甲級聯賽球隊弗羅足球俱樂部。